# Jo Bouillon
Jo Bouillon (* 1908; † 1984) war ein französischer Orchesterleiter und der fünfte Ehemann von Josephine Baker.
Jo Bouillon stammte aus einer Musikerfamilie. Sein Vater und sein Bruder waren Musikpädagogen; der Vater in Montpellier, sein Bruder Gabriel in Paris. Josephine Baker nahm zahlreiche Schallplatten mit Bouillons Orchester auf. Er begleitete sie mit seinem Orchester ebenso auf Tourneen wie Mistinguett und Maurice Chevalier. 1947 heirateten Bouillon und Baker in einem Schloss in Les Millandes. Nach der Hochzeit kauften sie das Schloss und zogen dort ein. Ab 1954 begann Josephine Baker, da sie keine eigenen Kinder bekommen konnte, Kinder zu adoptieren. Insgesamt adoptierte sie zehn Jungen und zwei Mädchen unterschiedlicher Hautfarbe. Sie lebten in Les Millandes als so genannte Regenbogenkinder und trugen alle den Nachnamen Bouillon. 1957 trennte sich Jo Bouillon von Josephine Baker und zog sich aus dem Showgeschäft zurück. 1961 wurde das Paar geschieden. Später ging er nach Argentinien und eröffnete dort ein französisches Restaurant.
| Personendaten    | Personendaten                 |
| ---------------- | ----------------------------- |
| NAME             | Bouillon, Jo                  |
| KURZBESCHREIBUNG | französischer Orchesterleiter |
| GEBURTSDATUM     | 1908                          |
| STERBEDATUM      | 1984                          |